# Klaus Bartels (Germanist)
Klaus Bartels (* 1943 in Breslau) ist ein deutscher Germanist.

## Leben
Von 1983 bis 2008 lehrte er als Professor (§ 17 HmbHG) für Neuere deutsche Literatur an der Universität Hamburg.
Seine Forschungsschwerpunkte sind Geschichte kultureller Zeichensysteme, Literatur und Medien, Medienwissenschaft, -theorie und -analyse im Bereich digitaler Medien und Geschichte des künstlichen Gedächtnisses, Gedächtnis- und Informationstheater.

## Schriften (Auswahl)
- Cyborgs, Servonen, Avatare. Köln 2005, ISBN 3-88375-902-3.
- als Herausgeber: Computer, Spiel, Räume. Materialien zur Einführung in die „Computer game studies“. Hamburg 2007. (PDF; 1,3 MB)